# México lindo y querido (álbum)
México lindo y querido es el primer álbum de estudio de la cantante chilena María José Quintanilla, editado el 1 de abril de 2003. Posee el récord de ser el disco de larga duración más vendido de toda la historia discográfica chilena, acumulando hasta la fecha más de 8 Discos de Platino, superando la cifra de 150 mil copias vendidas.

## Lista de canciones
1. Cielito Lindo - 02:41
2. La de la Mochila Azul - 02:46
3. Mi Primer Amor - 03:24
4. Ella - 04:09
5. No Soy Monedita de Oro - 03:18
6. La Bikina - 02:56
7. Guitarras, Lloren Guitarras - 03:52
8. Ni Por Mil Puñados de Oro - 02:15
9. La Calandria - 02:52
10. México Lindo y Querido - 02:55